# Ventifact Knobs
Ventifact Knobs är en kulle i Antarktis. Den ligger i Östantarktis. Nya Zeeland gör anspråk på området. Toppen på Ventifact Knobs är 36 meter över havet.
Terrängen runt Ventifact Knobs är bergig söderut, men norrut är den kuperad. Trakten är obefolkad. Det finns inga samhällen i närheten. 